# دانا أليسون
دانا أليسون (بالإنجليزية: Dana Allison)‏ هو لاعب كرة قاعدة أمريكي، ولد في 14 أغسطس 1966 في فرونت رويال في الولايات المتحدة.

## وصلات خارجية
- دانا أليسون على موقعبيزبول رفرنس.كوم (الدوري الرئيسي) (الإنجليزية)
- دانا أليسون على موقعبيزبول رفرنس.كوم (الدوري الثانوي) (الإنجليزية)